# Саркисов, Бабкен Есаевич
Бабкен Есаевич Сарки́сов (25 ноября [8 декабря] 1913, Шуша — 4 февраля 1999, Ереван) — советский государственный и партийный деятель.

## Биография
Бабкен Есаевич Саркисов родился в городе Шуша в семье служащего. Отец — Саркисов Есай Мкртичевич, мать — Саркисова Айкануш Степановна.
В 1938 году окончил Азербайджанский индустриальный институт, в 1944 году — Высшую партийную школу при ЦК ВКП(б). Член КПСС с 1939 года.
С 1929 года — слесарь в механических мастерских в Баку. С 1938 года — инженер, старший инженер, заместитель главного механика, в 1941—1943 парторг ЦК ВКП(б) на Бакинском нефтеперерабатывающем заводе им. С. М. Будённого.
В 1944—1955 годах работал в аппарате ЦК КПСС. В 1955—1961 годах — секретарь ЦК КП Армении.
В 1961—1966 годах — председатель Государственного комитета Совета Министров Армянской ССР по координации научно-исследовательских работ. В 1966—1970 годах — министр автомобильного транспорта Армянской ССР. В 1970—1975 годах — председатель Государственного комитета цен Совета Министров Армянской ССР.
С июля 1975 года по 1985 год — председатель Президиума Верховного Совета Армянской ССР. В 1977—1985 годах — одновременно заместитель председателя Президиума Верховного Совета СССР.
В 1985—1991 годах — председатель Общества охраны природы Армянской ССР.
Член Центральной ревизионной комиссии КПСС в 1976—1981 годах. Кандидат в члены ЦК КПСС 1981—1986 годах. Депутат Верховного Совета СССР 9—11 созывов, Верховного Совета Армянской ССР 4-11-го созывов.

## Награды
Награждён орденом Октябрьской Революции, орденом Трудового Красного Знамени, Орденом Ленина, орденом Великого Завоевателя/Order of the Grand Conqueror (Ливия), медалью «За Оборону Москвы», медалью «За Оборону Кавказа» и другими медалями.